# Atanus cristatus
Atanus cristatus är en insektsart som beskrevs av Rauno E. Linnavuori och Delong 1976. Atanus cristatus ingår i släktet Atanus och familjen dvärgstritar. Inga underarter finns listade i Catalogue of Life.